# Cyrille IV de Constantinople

Cyrille IV de Constantinople (en grec : Κύριλλος Δ΄) est patriarche de Constantinople de début décembre 1711 à début novembre 1713.